# Зиновьево (Рыбинский район)
В Ярославской области есть ещё деревня с таким названием, в Ростовском районе.
Зино́вьево — деревня в Волжском сельском округе Волжского сельского поселения Рыбинского района Ярославской области .
Деревня расположена в юго-восточной окрестности города Рыбинск, на левом, южном берегу реки Уткашь, притока Волги, в деревне река меняет западное направление течения на северное. Деревня стоит в устье небольшого левого притока, по его левому берегу. С другой стороны этого ручейка, к востоку стоит деревня Никольское. Напротив Никольского и Зиновьево по правому берегу Уткаши стоит деревня Красный Пахарь . Ниже по левому берегу деревня Денисьево, а по правому — Скородумово .
Деревня Зиновьева указана на плане Генерального межевания Рыбинского уезда 1792 года.
На 1 января 2007 года в деревне числилось 6 постоянных жителей . Почтовое отделение Ермаково-Первое  обслуживает в деревне Зиновьево 14 домов .